# Синявский, Денис Иванович
Дени́с Ива́нович Синя́вский (род. 13 августа 1979) — российский легкоатлет, специалист по прыжкам в длину и тройным прыжкам. Выступал на профессиональном уровне в 1998—2013 годах, победитель и призёр первенств всероссийского значения, чемпион Азии среди студентов, участник чемпионата Европы в помещении в Бирмингеме. Представлял Приморский край и всероссийское физкультурно-спортивное общество «Динамо».

## Биография
Денис Синявский родился 13 августа 1979 года. Занимался лёгкой атлетикой во Владивостоке, проходил подготовку под руководством тренера А. Кубарева. Окончил Дальневосточный государственный университет.
Выступал на различных всероссийских стартах с 1998 года, специализировался на прыжках в длину и тройных прыжках.
В 1999 году отметился выступлением на зимнем чемпионате России в Москве.
В 2000 году в прыжках в длину выиграл бронзовую медаль на молодёжном всероссийском первенстве в Чебоксарах, тогда как в тройном прыжке стал четвёртым.
В 2001 году на зимнем чемпионате России в Москве в обеих дисциплинах закрыл десятку сильнейших.
В 2002 году стартовал на зимнем чемпионате России в Волгограде и на летнем чемпионате России в Чебоксарах, получил серебро на всероссийском студенческом первенстве в Брянске.
В 2003 году в прыжках в длину занял 12-е место на зимнем чемпионате России в Москве, одержал победу на Мемориале братьев Знаменских в Туле, принял участие в матчевой встрече со сборными Великобритании и США в Глазго.
В 2004 году выиграл серебряную медаль на всероссийском студенческом первенстве в Москве, был четвёртым на зимнем чемпионате России в Москве и пятым на летнем чемпионате России в Туле.
В 2005 году взял бронзу на Кубке губернатора в Самаре, показал пятый результат на зимнем чемпионате России в Москве, седьмой результат на летнем чемпионате России в Туле, третий результат на Мемориале Куца в Москве. Представлял страну на чемпионате Азии среди студентов в Гуанчжоу — в прыжках в длину завоевал золотую награду, в то время как в тройных прыжках стал бронзовым призёром.
В 2006 году занял четвёртое место на зимнем чемпионате России в Москве и на летнем чемпионате России в Туле, выиграл серебряную медаль на Мемориале Знаменских в Жуковском.
В 2007 году в прыжках в длину стал серебряным призёром на зимнем чемпионате России в Волгограде. Благодаря этому успешному выступлению вошёл в основной состав российской сборной и удостоился права защищать честь страны на чемпионате Европы в помещении в Бирмингеме — здесь на предварительном квалификационном этапе провалил все три свои попытки, не показав никакого результата. Также в этом сезоне взял бронзу на летнем чемпионате России в Туле.
В 2009 году занял седьмое место на чемпионате России в Чебоксарах, победил на Кубке России в Туле.
В феврале 2010 года стартовал на зимнем чемпионате России в Москве, но в финал не вышел.
В 2011 году снова принимал участие в зимнем чемпионате России в Москве.
В 2012 году участвовал в зимнем чемпионате России в Москве и в Кубке России в Ерино.
В 2013 году в очередной раз выступил на зимнем чемпионате России в Москве и на этом завершил спортивную карьеру.